# گلشه
گِلشه (به مجاری:  Gelse) یک شهرداری در مجارستان است که در ناحیه نادْیْ‌کانیژا واقع شده‌است. گِلشه ۲۲٫۴۵ کیلومتر مربع مساحت و ۱٬۱۱۰ نفر جمعیت دارد.